# Cassida foveolatipennis
Cassida foveolatipennis es una especie de coleóptero de la familia Chrysomelidae.
Fue descrita científicamente en 2001 por Borowiec & Swietojanska.